# Högre primater
Högre primater (Haplorrhini) är en underordning till primaterna. Tidigare betecknades de (med undantag av släktet spökdjur) som äkta apor (i motsats till halvapor) men denna systematiska indelning är föråldrad.
Underordningens medlemmar är huvudsakligen dagaktiva och synen har en större betydelse än luktsinnet. Som undantag är spökdjuren och nattaporna (Aotidae) främst aktiva på natten.

## Anatomi
I motsats till underordningen lägre primater (Strepsirrhini) är näsans kammare hos alla arter i denna underordning torr. Därför är deras luktsinne mindre utvecklat. Det finns även en vägg av ben mellan kammaren för ögonen och tinningen. Kännetecknande är att de vanligen föder en unge åt gången.

## Utbredning
Arter av denna underordning lever i tropiska och subtropiska områden i Amerika, Afrika (med undantag av Madagaskar), i södra och sydöstra Asien och i Gibraltar. Utöver detta har människan, som också ingår i underordningen numera fasta boplatser på alla kontinenter utom Antarktis.

## Systematik
Man delar idag upp Haplorrhini i två infraordningar:
- Infraordning: Anthropoidea
  - Parvordning: Smalnäsor
    - Överfamilj: Människoartade apor
    - Överfamilj: Cercopithecoidea, som bara omfattar familjen markattartade apor

  - Parvordning: Brednäsor, som förekommer i Nord- och Sydamerika
- Infraordning: Tarsiiformes, som bara omfattar familjen spökdjur vilka förekommer i sydöstra Asien